# Lago Pirihueico
Der Lago Pirihueico ist ein See glazialen Ursprungs in Chile. Er ist der östlichste See der chilenischen Seeregion Siete Lagos. Er befindet sich in der Región de Los Ríos. Er hat eine Oberfläche von 30,45 km² und eine maximale Tiefe von 145 m. Seine Oberfläche liegt auf einer Höhe von 586 m.
Er hat seinen Namen aus der Sprache mapudungun Pire weyko, zu deutsch Lagune des Schnees.

## Geografie
Der See befindet sich in den chilenischen Anden. Seine Lage wird durch eine geologische Störzone bestimmt. In dieser befindet sich auch der Panguipulli See und Lácar See. Der Fuy Fluss entwässert den See in Richtung Panguipulli See. Das Gebiet stellt das obere Einzugsgebiet des Río Valdivia dar.
Der Hauptzugang für den öffentlichen und privaten Verkehr führt über eine seit 2017 asphaltierte Straße bis zum Hafenort Puerto Fuy. Auf der östlichen Seit befindet sich der Ort Puerto Pirehueico, von wo die Grenzstraße zum Hua Hum Pass zur argentinischen Grenze und dann weiter nach San Martín de los Andes führt. Die beiden Orte sind mit einer Autofähre miteinander verbunden.
Die umgebenden Wälder werden von Coigüe-, Mañío-, Notro- und Ulmowaldgesellschaften dominiert. In der Umgebung des Sees befindet sich das  Reserva Biológica Huilo Huilo.